# Jan Jankiewicz
Jan Jankiewicz (né le 17 septembre 1955 à Przedborowa) est un coureur cycliste polonais. Il a notamment été médaillé d'argent du contre-la-montre par équipes et de la course en ligne amateurs des championnats du monde de cyclisme sur route 1979. Il a également remporté le Ruban granitier breton en 1979.
En 2019, il reçoit la récompense honorifique décernée à un cycliste vétéran par l'Académie royale du cyclisme de Cracovie de « Roi du vélo ».

## Palmarès sur route
- 1975
  -  Champion de Pologne du contre-la-montre
- 1977
  - 3e étape du Ruban granitier breton
  - 2e étape du Dookoła Mazowsza
- 1978
  - 4ea étape du Ruban granitier breton (contre-la-montre)
  - Prologue, 3e et 6e (contre-la-montre) étapes du Tour de Pologne
  - 3e du Tour de Pologne
  - 3e du championnat de Pologne sur route
- 1979
  - Ruban granitier breton :
    - Classement général
    - Prologue, 1reb (contre-la-montre par équipes) et 3e étapes

  - Prologue de la Course de la Paix
  - Prologue, 2e (contre-la-montre) et 5e étapes du Tour de Pologne
  - 3eb étape du Tour du Vaucluse (contre-la-montre)
  - 6e étape du Dookoła Mazowsza
  -  Médaillé d'argent du championnat du monde du contre-la-montre par équipes
  -  Médaillé d'argent du championnat du monde sur route amateurs
  - 4e de la Course de la Paix
- 1980
  - Prologue, 2e et 5e étapes de la Milk Race
  - 8e étape du Tour de Pologne
  - 2e du championnat de Pologne du contre-la-montre
  - 3e du Circuit de la Sarthe
  - 3e du Tour de Pologne
- 1981
  - 6e étape du Tour du Táchira (contre-la-montre)
  - Tour du Loir-et-Cher
  - 6e de la Course de la Paix

## Palmarès sur piste

### Jeux olympiques
- Montréal 1976
  - 5e de la poursuite
  - 10e de la poursuite par équipes

### Championnats nationaux
- Champion de Pologne de poursuite de 1975 à 1981 (2e en 1974, 3e en 1983)